# 自立生活運動
自立生活運動（じりつせいかつうんどう）（英: Independent Living Movement、IL運動）とは、障害者が自立生活の権利を主張した社会運動のことである。
自立生活運動が起きる以前の重度障害者は、労働や納税といった市民としての義務の免除や、ボランティアによる介助を受けるなど慈善や温情に基づく援助によって生活活動を成り立たせていた。それは一方で救護施設での集団生活を余儀なくされたり、医療関係者や介助職員への依存を求められるなど、障害者が主体性を奪われ一方的な保護対象となることでもあった。自立生活運動はそういったパターナリズムに対するエンパワメントを軸とした活動である。

## 自立生活の理念
「自立」という言葉には、自力で生活を成り立たせる、自分で自分の面倒を見る、といった、経済自立・身辺自立のイメージがあり、誰もがそうあるべきという社会規範ともなっていた。自立の規範は、障害者にリハビリテーション訓練を促す理由となり、自立の見込みがなければ施設や病院で保護されるべき、という論理を正当化してきた。
「自立生活(Independent Living)」とは「自立とは自己決定である」という考え方である。従来の障害者支援の考え方では日常生活動作の達成が自立の目安とされてきたが、自立生活の理念では、障害者が自分の人生や生活の場面で自分で選択していれば、介助者に介助されていても自立していることになる。この事を示す自立生活運動の中でよく使われるたとえ話に、2時間かかって自分で服を着るよりも、介助を受けて15分で着替え社会参加するほうがより自立していると言える、というものがある。
自立生活とは自分の人生の管理であり、なんらかの不利益や過失が生じた場合には本人が責任を負うことも意味する。自立生活運動の理論構築に参加した社会学者ガベン・デジョング(Gerben Dejong)は、従来の障害者支援は障害者が失敗することを許容してこなかったが、人間は失敗を経験することで成長すると指摘し、障害者がリスクを侵す権利を持つことを主張している。また、デジョングは障害者は保護や免除といった病人役割を脱し、コンシューマーになるべきと主張した。自立生活センター（以下、CILと呼ぶ）では、従来のボランティアによる介助者ではなく、障害者がクライアントの立場から有償のアテンダントを雇う形式を取っている。
CILのシンクタンクである障害者自立生活問題研究会(ILRU)は、1985年から1986年にかけてCIL利用者に対して自立生活の状況把握についてアンケートを行い、その結果を自立生活の概念として次の3点に整理した。
1. ライフスタイル選択の自己決定と自己管理の権限を障害者本人がもつ
2. 自立生活に必要な能力をもつ[4]
3. 施設や病院ではなく，地域の中で通常に生活する

## 経緯
1960年代のアメリカカリフォルニア州で、当時の障害のある大学生による抗議運動から始まる。
1962年、アメリカで初めて、極めて重度の全身性障害を持つ学生がカリフォルニア大学バークレー校に入学する。この学生は後に、バークレーCILを設立し、さらにカリフォルニア州リハビリテーション局長に就任するエド・ロバーツである。
エド・ロバーツが入学した翌年、CILの共同設立者となるジョン・ヘスラーも同校に入学し、1967年には12人の重度身体障害者が同校で学生生活を送ることになる。
そして、彼らはやがて、大学構内および地域社会のアクセシビリティを求める障害学生の運動組織を結成し、大学構内のアクセシビリティ、障害学生に対する管理的なリハビリテーション・システム等に対して問題提起をしていく。
1969年、彼らは「自立生活のための戦略」という講座を開講し、さらに後のCILにおけるサービスの雛形となった「身体障害学生プログラム」を企画・運営する。
そして1972年、この理念を基盤とした、障害者の権利を擁護する運動体であると同時に、当事者である障害者自身が、自立生活支援サービスを供給する主体である事業体としての性格を併せ持つ「自立生活センター（CIL）」をバークレーにおいて設立することになる。
CILの全国的な普及によって、1973年に成立したリハビリテーション法504条に「自立生活」の理念が銘記され、1978年には全米障害者評議会(NCD)の設置とともにCILの法的位置付けと補助金の制度化が行われるなど、アドボカシー団体としても成果を上げている。
日本においては、1973年に開催された「全国車いす市民集会」を通じてIL運動の理念が検討され、1979年にエド・ロバーツが来日講演を行いIL運動への関心が高まった。その後1986年に中西正司を代表とするCIL「ヒューマンケア協会」が設立され、1991年には全国各地のCILの連携を目的とした全国自立生活センター協議会(JIL)が設立された。2014年時点で全国39都道府県に130箇所のCILが活動している。